# Tore André Flo
Tore André Flo (Stryn, 15 giugno 1973) è un dirigente sportivo, allenatore di calcio ed ex calciatore norvegese, di ruolo attaccante.
Ribattezzato Flonaldo, ha partecipato al campionato del mondo 1998 in Francia ed al campionato d'Europa 2000 in Belgio e Paesi Bassi con la sua nazionale.

## Biografia
La famiglia di Flo è strettamente legata al calcio: i fratelli Kjell Rune, Jostein e Jarle sono ex calciatori professionisti. Anche suo cugino Håvard ha giocato a calcio, vestendo anche la maglia della nazionale. Ha cinque figli. È anche parente di Per-Egil Flo.
Nel 2008 ha partecipato alla versione norvegese di Ballando con le stelle, giungendo al secondo posto finale.

## Caratteristiche tecniche
Flo veniva schierato da centravanti, per sfruttarne le doti fisiche. Nonostante l'altezza, era un calciatore piuttosto talentuoso. Era più a suo agio nel giocare la palla con i piedi, piuttosto che nel colpo di testa. Gianfranco Zola, suo ex compagno di squadra al Chelsea, lo paragonò a Marco van Basten ed elogiò la sua tecnica, velocità ed il suo movimento continuo. Il suo piede preferito era il destro, ma era in grado di colpire discretamente anche con il sinistro.

## Carriera

### Club

#### Gli esordi in patria: Sogndal, Tromsø e Brann
Flo iniziò la carriera professionistica con la maglia del Sogndal, in 1. divisjon. Esordì in prima squadra il 2 maggio 1993, nella partita vinta per 5-1 contro il Bryne. Con 16 reti in 22 apparizioni, aiutò il club a raggiungere la promozione nell'Eliteserien.
Il 17 aprile 1994 debuttò nella massima divisione norvegese, nel pareggio a reti inviolate in casa del Tromsø. Il 1º maggio segnò il primo gol, nella sconfitta per 4-2 contro il Brann. Flo concluse la sua stagione con 5 reti in 22 incontri, ma il Sogndal non raggiunse la salvezza; l'attaccante cercò allora un'altra sistemazione, passando al Tromsø.
Esordì con la nuova squadra il 22 aprile 1995 nella partita in trasferta contro l'HamKam, in cui realizzò il gol decisivo per il definitivo 0-1. Disputò un'ottima stagione e fu il capocannoniere della squadra.
Flo fu acquistato dal Brann prima dell'inizio del campionato 1996 e firmò un contratto dalla durata biennale. Debuttò con questa maglia - segnando una rete - il 28 aprile, nel 3-3 casalingo contro il Lillestrøm. Concluse la stagione con 19 reti in campionato, arrivando terzo nella classifica marcatori (alle spalle di Harald Martin Brattbakk e Egil Østenstad, rispettivamente con 28 e 23 gol).
Contribuì, inoltre, alla positiva avventura del Brann nella Coppa delle Coppe 1996-1997: siglò infatti un gol nella sconfitta per 3-2 contro il Cercle Brugge e un altro al PSV. Il club norvegese arrivò fino ai quarti di finale della competizione.

#### L'approdo e le vittorie al Chelsea
Nell'estate del 1997, Flo fu acquistato dal Chelsea in cambio di 300000 £: il prezzo del calciatore fu relativamente basso poiché il suo contratto con il Brann era vicino alla scadenza. Il 9 agosto esordì in Premier League, subentrando a Mark Hughes, nella sconfitta esterna per 3-2 contro il Coventry City e andò in rete con un potente colpo di testa. Inizialmente, avendo davanti a lui i titolari Hughes e Zola, non ebbe molto spazio. Fu però favorito dal turnover applicato dal manager Ruud Gullit e, approfittando di un turno di riposo concesso a Hughes, si rese protagonista nel successo per 6-1 sul campo del Tottenham Hotspur realizzando una tripletta. I Blues raggiunsero il quarto posto finale nel campionato inglese e vinsero le edizioni stagionali di Football League Cup e Coppa delle Coppe.
L'arrivo di Pierluigi Casiraghi, nell'estate 1998, lo relegò in panchina. Flo seppe essere comunque un calciatore importante, anche entrando a partita in corso. Il 21 settembre, sostituendo proprio il calciatore italiano nella sfida contro il Blackburn ad Ewood Park, marcò una doppietta che ribaltò il punteggio provvisorio di 3-2 e consentì al Chelsea di imporsi per 4-3. Nonostante quest'episodio, il manager Gianluca Vialli continuò a preferirgli Casiraghi, il quale si infortunò a metà novembre - ed in seguito a tale incidente concluse anticipatamente la carriera - e permise allo scandinavo di giocare più spesso da titolare. Contribuì alla qualificazione del club, per la prima volta nella sua storia, alla Champions League.
Nella stagione seguente fu protagonista in Europa, andando in rete per 8 volte nella Champions League 1999-2000. Tre delle quali contro il Barcellona nei quarti di finale, ma tuttavia gli inglesi furono eliminati dal torneo nel doppio confronto. Realizzò complessivamente 19 reti stagionali, diventando il miglior marcatore del club, ma ciò non fu sufficiente per essere scelto come titolare nell'annata seguente. I nuovi arrivi di Eiður Guðjohnsen e Jimmy Floyd Hasselbaink lo costrinsero a sedersi in panchina.

#### Altre esperienze nel Regno Unito
Il 23 novembre 2000 fu ufficializzato il trasferimento di Flo ai Rangers. Il prezzo del cartellino del giocatore, 12 milioni di sterline, segnò un record di trasferimento per il calcio scozzese. Il norvegese firmò un contratto dalla durata di quattro anni e mezzo. Debuttò il 26 novembre nella vittoria per 5-1 nell'Old Firm contro il Celtic, siglando una delle marcature per i Gers.
Flo, nelle intenzioni, doveva essere la risposta dei Rangers a Henrik Larsson, stella del Celtic. Invece, nonostante segnasse con regolarità, non diventò mai un idolo ad Ibrox Stadium. Inoltre, il costo dispendioso del suo cartellino e del suo ingaggio furono tra i responsabili della crisi economica dei Rangers. In generale, quindi, l'esperienza scozzese di Flo fu fallimentare.
L'ultimo giorno di calciomercato estivo del 2002 segnò il passaggio di Flo al Sunderland, secondo i media per 8.2 milioni di sterline. L'allora manager dei Black Cats, Peter Reid, fu contestato per tutta l'estate perché non riuscì ad acquistare un attaccante che sostituisse Niall Quinn, prossimo al ritiro. La cifra pagata per il calciatore, relativamente alta, portò i tifosi e la leggenda del club Jimmy Montgomery a credere che il suo acquisto, arrivato all'ultimo momento, fosse stato supervalutato proprio per la paura di mancare l'obiettivo.
Esordì ufficialmente con questa maglia il 31 agosto contro il Manchester United e ancora una volta segnò al debutto, fissando il risultato sul definitivo 1-1. Inizialmente Flo ricoprì la posizione precedentemente occupata da Quinn - ritiratosi a novembre -, diventando l'obiettivo dei lanci lunghi da parte dei difensori. Non ripagò le attese in questo ruolo e Reid decise così di affiancargli Kevin Phillips. Ad ottobre, però, il manager fu licenziato e al suo posto fu chiamato Howard Wilkinson. Il cambiamento di guida tecnica coincise con l'inizio di un brutto periodo per Flo, il quale non riuscì a guadagnarsi neanche la panchina per il primo match e fu criticato pubblicamente dall'allenatore per il suo precario stato di forma. Successivamente ebbe modo di scendere in campo da titolare, finché a marzo 2003 Wilkinson rassegnò le dimissioni. Con il suo successore Mick McCarthy - in carica dal 12 marzo 2003 - giocò solo due partite per intero: dopo i primi due incontri, gli vennero concessi soltanto degli spezzoni di gara.
Il Sunderland non riuscì a raggiungere la salvezza in Premier League. Con la retrocessione e i crescenti debiti, il club dovette liberarsi dei calciatori con un alto ingaggio, tra cui Flo, al quale fu concesso di trovarsi un nuovo club a parametro zero.

#### L'arrivo in Italia ed il ritorno in Norvegia
Il 22 agosto 2003 Flo si trasferì al Siena. Esordì in Serie A il 31 agosto, schierato titolare nel pareggio per 2-2 in casa del Perugia. Il 20 settembre siglò il suo primo gol, girando in porta un cross di Nikola Lazetić e battendo Mario Cassano, decretando il definitivo 4-0 del Siena sull'Empoli. Nel corso della stagione, il tecnico Giuseppe Papadopulo lo provò anche in veste di rifinitore per Enrico Chiesa. Terminò la prima stagione in Italia con 8 reti all'attivo, in campionato.
Il 4 settembre 2004 rimase coinvolto in un incidente autostradale, senza gravi conseguenze. Nel frattempo cambiò la guida tecnica in panchina. Arrivò Luigi Simoni, il quale inizialmente non schierò Flo come titolare nelle gare ufficiali, per la mancanza di esterni adatti a fornirgli cross giocabili, giacché all'epoca Rodrigo Taddei era fuori rosa). Agli inizi del 2005 si chiarì il rapporto con Simoni: il tecnico lo schierò più lontano dalla porta e partendo dalla fascia destra; Flo dichiarò quindi di aver risolto tutti i suoi problemi con l'allenatore. Il 20 febbraio fu decisivo nel successo del Siena sulla Fiorentina, con i bianconeri che si aggiudicarono il derby tra guelfi e ghibellini per 1-0: Flo batté infatti Cristiano Lupatelli con un colpo di testa, su cross di Alberto. A fine stagione non rinnovò l'accordo con la squadra e si ritrovò svincolato e con la volontà di tornare nel nord Europa per ragioni familiari.
Una volta svincolatosi, firmò un contratto della durata di un anno e mezzo con il Vålerenga. Debuttò in campionato con il club il 23 luglio 2005 nel successo casalingo per 2-1 sullo HamKam. Il 3 agosto arrivarono le prime reti ufficiali per il club: siglò una doppietta ai danni dello Haka nel ritorno del secondo turno preliminare della Champions League 2005-2006. La sua stagione fu comunque tormentata dagli infortuni, che gli impedirono di giocare con continuità.
Realizzò i primi gol in campionato il 6 giugno 2006, nella partita Stabæk-Vålerenga (2-2) dove siglò una doppietta.

#### Le serie minori inglesi
Agli inizi di gennaio 2007 Flo firmò un contratto annuale con il Leeds United, in cui era prevista un'opzione per prolungare il rapporto. L'accordo - sul quale il parere del ex compagno ed allenatore Dennis Wise fu determinante - fu fissato sulla base di 6000 £ a settimana, con un bonus di altre 1000 £ per ogni rete realizzata.
Debuttò in squadra nella FA Cup 2006-2007, sostituendo Ian Thomas-Moore nella sconfitta per 3-1 sul campo del West Bromwich Albion. Una settimana dopo segnò la prima rete in campionato nella sconfitta per 3-2 sempre contro il West Bromwich. Furono queste le sue uniche due partite della stagione, costellata da infortuni.
Proprio per questo motivo, i media ritennero che il Leeds (retrocesso nella Football League One) non gli avrebbe rinnovato il contratto. Il norvegese, invece, rimase per un'altra stagione e, pur non giocando molto, diventò un beniamino dei tifosi.
L'11 marzo 2008, Flo annunciò il suo ritiro dal calcio giocato.
Il 21 novembre 2008, tornando sulla sua decisione, firmò un contratto annuale con il Milton Keynes Dons, all'epoca allenato dall'ex compagno - ai tempi del Chelsea - Roberto Di Matteo. Debuttò per il club il 6 dicembre, sostituendo Ali Gerba nella sconfitta casalinga per 0-2 contro lo Scunthorpe United. Venne impiegato spesso solamente dalla panchina; giocò da titolare per la prima volta il 25 aprile 2009, quando fu scelto nell'undici iniziale per la sfida contro il Walsall.
La squadra raggiunse i play-off per la promozione e dovette affrontare lo Scunthorpe. Dopo un doppio pareggio, tra andata e ritorno, si arrivò fino ai calci di rigore. Flo fallì il suo e la squadra fu sconfitta. Il 19 maggio, venne svincolato dal club.

#### Ritorno al calcio giocato

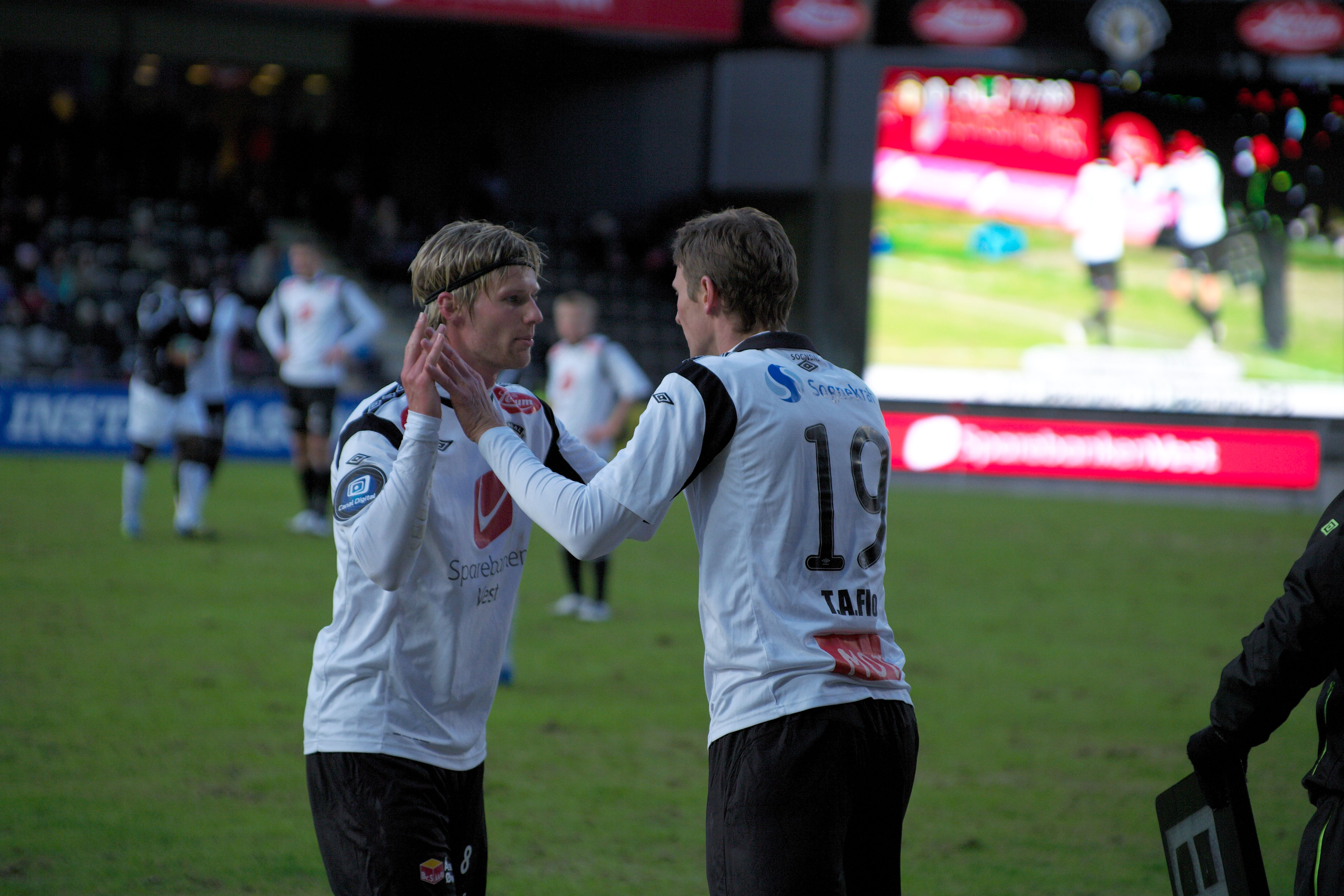
Tore André Flo ed il nipote Ulrik.

Il 31 marzo 2011, dopo più di un anno e mezzo di inattività, Flo tornò a giocare a calcio nel Sogndal, squadra neo-promossa nell'Eliteserien e per cui Flo iniziò la carriera diciassette anni prima. L'ex calciatore Mini Jakobsen criticò questa decisione, perché a suo dire rischia di rovinare la sua reputazione costruita in carriera. L'11 luglio, il sito del Sogndal ha comunicato ufficialmente il rientro di Flo, che ha ricominciato ad allenarsi con i compagni. Il 30 luglio ha sostituito suo nipote, Ulrik Flo, nel pareggio per 1-1 contro il Rosenborg. Ha dichiarato di essere felice del rientro e che il controllo di palla fosse lo stesso dei giorni migliori, malgrado la mancanza di velocità e di resistenza. Il 27 novembre dello stesso anno, all'ultima giornata di campionato, ha giocato la prima partita da titolare in squadra, segnando una doppietta che ha permesso il successo del Sogndal sul Molde, con il punteggio di 2-1.
Il 14 agosto 2012, ha annunciato il suo definitivo addio al calcio giocato.

### Nazionale
Flo ha disputato 28 partite e realizzato 15 reti con la Norvegia under 21. La prima di queste è datata 24 agosto 1993, quando fu schierato titolare nel successo per 1-0 contro la Danimarca under 21.
L'11 ottobre 1995 vestì per la prima volta con la nazionale maggiore, nel pareggio a reti inviolate contro l'Inghilterra in amichevole. Il 29 novembre dello stesso anno realizzò la prima rete nella sconfitta per 2-3 contro il Trinidad e Tobago, in un match disputato a Port of Spain, alla quarta presenza complessiva in nazionale. Il 29 marzo 1997 fu un'altra data importante per Flo, poiché siglò una tripletta ai danni degli Emirati Arabi Uniti in uno scontro amichevole. Il 30 maggio fu tra i protagonisti del successo degli scandinavi sul Brasile per 4-2; realizzò una doppietta e fu ribattezzato dai media del paese Flonaldo, gioco di parole in riferimento alla stella dei verdeoro Ronaldo.
Contribuì alla qualificazione per il campionato del mondo 1998 della Norvegia con 3 marcature, siglate rispettivamente contro Finlandia, Azerbaigian e Svizzera. Il 27 maggio 1998 - data della partita amichevole Norvegia-Arabia Saudita - gli fu assegnato il Gullklokka, in occasione della 25ª presenza in nazionale.
Al Mondiale, dopo i due pareggi contro Marocco e Scozia, la Norvegia si trovò costretta a vincere contro il Brasile per superare il primo turno. In quella partita - sul parziale di 1-0 per il Brasile grazie alla rete di Bebeto - Flo diede un contributo essenziale, trovando il gol del pari e procurandosi poi il calcio di rigore che Kjetil Rekdal trasformò, regalando la qualificazione agli ottavi alla sua squadra. I norvegesi andranno comunque fuori agli ottavi dove verranno eliminati per 1-0 dall'Italia con rete di Christian Vieri; nella stessa sfida Flo si fece parare sulla linea di porta un colpo di testa dal portiere azzurro Gianluca Pagliuca, in una parata che venne paragonata a quella storica di Dino Zoff contro il Brasile ai Mondiali del 1982.
Nelle qualificazioni al campionato d'Europa 2000 Flo realizzò 5 reti: i suoi bersagli furono Slovenia, Georgia (doppietta), Albania e Lettonia. Non andò a segno nella fase finale del torneo e la Norvegia fu eliminata al primo turno.
Nel 2001 – insieme a Steffen Iversen, Ole Gunnar Solskjær e Ronny Johnsen – Flo si rifiutò di sottoscrivere l'accordo di sponsorizzazione riguardante la selezione norvegese. L'oggetto del contendere erano il troppo potere della Federazione e la poca libertà che veniva concessa ai calciatori. La federazione, inizialmente, vietò la convocazione dei calciatori, ma successivamente trovò un accordo più flessibile con i quattro.

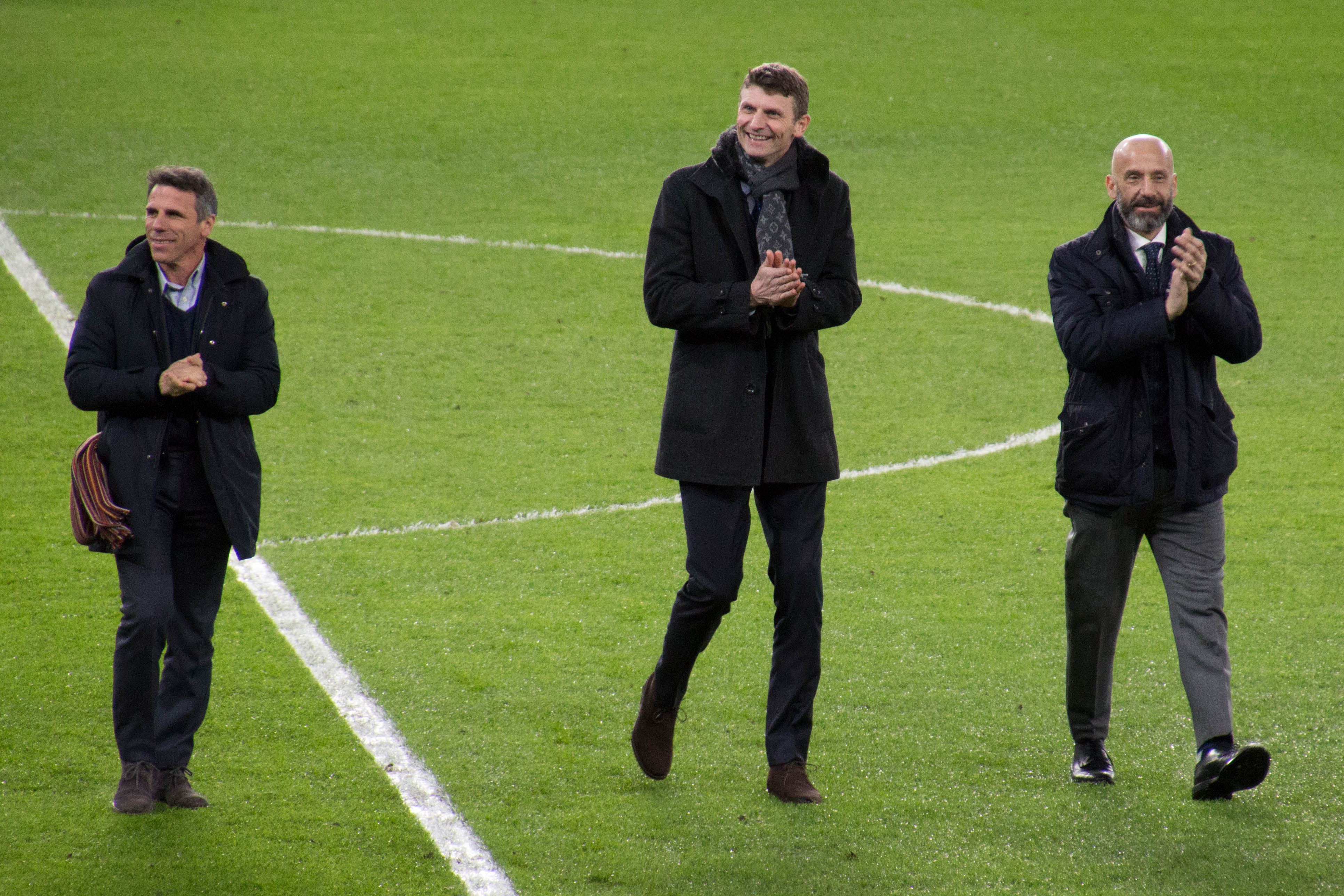
Flo (centro) nel 2018 insieme a Gianluca Vialli (destra) e Gianfranco Zola (sinistra), suoi ex compagni al Chelsea

Flo passò un periodo di quasi quattro anni senza segnare in nazionale, tornando al gol il 22 maggio 2003 in amichevole contro la Finlandia. Il 18 agosto 2004, contro il Belgio, vestì per l'ultima volta la maglia della selezione norvegese e in seguito annunciò il suo ritiro per stare più vicino alla famiglia. Complessivamente conta 76 presenze e 23 reti.

## Dopo il ritiro
Dal 2013 al 2017 ha allenato le giovanili del Chelsea; nell'intermezzo, per un breve periodo nel 2014 ha ricoperto il ruolo di vice-allenatore della Norvegia Under-18.
Dal 2017 è osservatore al Chelsea, suo ex club, oltre che ambasciatore del club londinese nel mondo.

## Statistiche

### Presenze e reti nei club
Statistiche aggiornate al 14 agosto 2012.
| Stagione            | Club                | Campionato          | Campionato | Campionato | Coppe nazionali | Coppe nazionali | Coppe nazionali | Coppe continentali | Coppe continentali | Coppe continentali | Supercoppe | Supercoppe | Supercoppe | Totale | Totale |
| Stagione            | Club                | Comp                | Pres       | Reti       | Comp            | Pres            | Reti            | Comp               | Pres               | Reti               | Comp       | Pres       | Reti       | Pres   | Reti   |
| ------------------- | ------------------- | ------------------- | ---------- | ---------- | --------------- | --------------- | --------------- | ------------------ | ------------------ | ------------------ | ---------- | ---------- | ---------- | ------ | ------ |
| 1993                | Sogndal             | 1D                  | 22         | 16         | CN              | ?               | ?               | -                  | -                  | -                  | -          | -          | -          | 22+    | 16+    |
| 1994                | Sogndal             | ES                  | 22         | 5          | CN              | ?               | ?               | -                  | -                  | -                  | -          | -          | -          | 22+    | 5+     |
| 1995                | Tromsø              | ES                  | 26         | 18         | CN              | ?               | ?               | CI                 | 2+                 | 4                  | -          | -          | -          | 28+    | 22+    |
| 1996                | Brann               | ES                  | 24         | 19         | CN              | ?               | ?               | CC                 | 6+                 | 2+                 | -          | -          | -          | 30+    | 21+    |
| 1997                | Brann               | ES                  | 16         | 9          | CN              | ?               | ?               | -                  | -                  | -                  | -          | -          | -          | 16+    | 9+     |
| Totale Brann        | Totale Brann        | Totale Brann        | 40         | 28         |                 | ?               | ?               |                    | 6+                 | 2+                 |            | -          | -          | 46+    | 30+    |
| 1997-1998           | Chelsea             | PL                  | 34         | 11         | FA+LC           | 1+4             | 0+2             | CC                 | 5                  | 2                  | CS         | 0          | 0          | 44     | 15     |
| 1998-1999           | Chelsea             | PL                  | 30         | 10         | FA+LC           | 3+3             | 0+1             | CC                 | 8                  | 2                  | SU         | 1          | 0          | 45     | 13     |
| 1999-2000           | Chelsea             | PL                  | 34         | 10         | FA+LC           | 6+1             | 1+0             | UCL                | 16                 | 8                  | -          | -          | -          | 57     | 19     |
| 2000-2001           | Chelsea             | PL                  | 14         | 3          | FA+LC           | 0+1             | 0               | CU                 | 2                  | 0                  | CS         | 0          | 0          | 17     | 3      |
| Totale Chelsea      | Totale Chelsea      | Totale Chelsea      | 112        | 34         |                 | 19              | 4               |                    | 31                 | 12                 |            | 1          | 0          | 163    | 50     |
| 2000-2001           | Rangers             | SPL                 | 19         | 11         | SC+SLC          | 2+1             | 2+0             | UCL+CU             | 0                  | 0                  | -          | -          | -          | 22     | 13     |
| 2001-2002           | Rangers             | SPL                 | 30         | 18         | SC+SLC          | 3+2             | 2+1             | UCL+CU             | 7                  | 1                  | -          | -          | -          | 42     | 22     |
| 2002-2003           | Rangers             | SPL                 | 4          | 0          | SC+SLC          | 0               | 0               | CU                 | 0                  | 0                  | -          | -          | -          | 4      | 0      |
| Totale Rangers      | Totale Rangers      | Totale Rangers      | 53         | 29         |                 | 8               | 5               |                    | 7                  | 1                  |            | -          | -          | 68     | 35     |
| 2002-2003           | Sunderland          | PL                  | 29         | 4          | FA+LC           | 2+1             | 0+2             | -                  | -                  | -                  | -          | -          | -          | 32     | 6      |
| 2003-2004           | Siena               | A                   | 33         | 8          | CI              | 4               | 0               | -                  | -                  | -                  | -          | -          | -          | 37     | 8      |
| 2004-2005           | Siena               | A                   | 30         | 5          | CI              | 2               | 2               | -                  | -                  | -                  | -          | -          | -          | 32     | 7      |
| Totale Siena        | Totale Siena        | Totale Siena        | 63         | 13         |                 | 6               | 2               |                    | -                  | -                  |            | -          | -          | 69     | 15     |
| 2005                | Vålerenga           | ES                  | 8          | 0          | CN              | 2               | 0               | UCL+CU             | 3+2                | 2+0                | -          | -          | -          | 15     | 2      |
| 2006                | Vålerenga           | ES                  | 16         | 4          | CN              | 2               | 0               | UCL                | 1                  | 0                  | -          | -          | -          | 19     | 4      |
| Totale Vålerenga    | Totale Vålerenga    | Totale Vålerenga    | 24         | 4          |                 | 4               | 0               |                    | 6                  | 2                  |            | -          | -          | 34     | 6      |
| 2006-2007           | Leeds United        | FLC                 | 1          | 1          | FA+LC           | 1+0             | 0               | -                  | -                  | -                  | -          | -          | -          | 2      | 1      |
| 2007-2008           | Leeds United        | FLO                 | 22         | 3          | FA+LC           | 0               | 0               | -                  | -                  | -                  | -          | -          | -          | 22     | 3      |
| Totale Leeds United | Totale Leeds United | Totale Leeds United | 23         | 4          |                 | 1               | 0               |                    | -                  | -                  |            | -          | -          | 24     | 4      |
| 2008-2009           | Milton Keynes Dons  | FLO                 | 13         | 0          | FA+LC           | 0               | 0               | -                  | -                  | -                  | -          | -          | -          | 13     | 0      |
| 2011                | Sogndal             | ES                  | 9          | 2          | CN              | 0               | 0               | -                  | -                  | -                  | -          | -          | -          | 9      | 2      |
| 2012                | Sogndal             | ES                  | 13         | 0          | CN              | 1               | 0               | -                  | -                  | -                  | -          | -          | -          | 14     | 0      |
| Totale Sogndal      | Totale Sogndal      | Totale Sogndal      | 66         | 23         |                 | 1+              | 0+              |                    | -                  | -                  |            | -          | -          | 67+    | 23+    |
| Totale carriera     | Totale carriera     | Totale carriera     | 449        | 157        |                 | 42+             | 13+             |                    | 52+                | 21+                |            | 1          | 0          | 544+   | 191+   |

### Cronologia presenze e reti in nazionale
| Cronologia completa delle presenze e delle reti in nazionale ― Norvegia | Cronologia completa delle presenze e delle reti in nazionale ― Norvegia | Cronologia completa delle presenze e delle reti in nazionale ― Norvegia | Cronologia completa delle presenze e delle reti in nazionale ― Norvegia | Cronologia completa delle presenze e delle reti in nazionale ― Norvegia | Cronologia completa delle presenze e delle reti in nazionale ― Norvegia | Cronologia completa delle presenze e delle reti in nazionale ― Norvegia | Cronologia completa delle presenze e delle reti in nazionale ― Norvegia |
| Data                                                                    | Città                                                                   | In casa                                                                 | Risultato                                                               | Ospiti                                                                  | Competizione                                                            | Reti                                                                    | Note                                                                    |
| ----------------------------------------------------------------------- | ----------------------------------------------------------------------- | ----------------------------------------------------------------------- | ----------------------------------------------------------------------- | ----------------------------------------------------------------------- | ----------------------------------------------------------------------- | ----------------------------------------------------------------------- | ----------------------------------------------------------------------- |
| 11-10-1995                                                              | Oslo                                                                    | Norvegia                                                                | 0 – 0                                                                   | Inghilterra                                                             | Amichevole                                                              | -                                                                       |                                                                         |
| 15-11-1995                                                              | Rotterdam                                                               | Paesi Bassi                                                             | 3 – 0                                                                   | Norvegia                                                                | Qual. Euro 1996                                                         | -                                                                       |                                                                         |
| 26-11-1995                                                              | Kingston                                                                | Giamaica                                                                | 1 – 1                                                                   | Norvegia                                                                | Amichevole                                                              | -                                                                       |                                                                         |
| 29-11-1995                                                              | Port of Spain                                                           | Trinidad e Tobago                                                       | 3 – 2                                                                   | Norvegia                                                                | Amichevole                                                              | 1                                                                       |                                                                         |
| 7-2-1996                                                                | Las Palmas                                                              | Spagna                                                                  | 1 – 0                                                                   | Norvegia                                                                | Amichevole                                                              | -                                                                       | 25’                                                                     |
| 2-6-1996                                                                | Oslo                                                                    | Norvegia                                                                | 5 – 0                                                                   | Azerbaigian                                                             | Qual. Mondiali 1998                                                     | -                                                                       | 46’                                                                     |
| 1-9-1996                                                                | Oslo                                                                    | Norvegia                                                                | 1 – 0                                                                   | Georgia                                                                 | Amichevole                                                              | -                                                                       | 46’                                                                     |
| 10-11-1996                                                              | Berna                                                                   | Svizzera                                                                | 0 – 1                                                                   | Norvegia                                                                | Qual. Mondiali 1998                                                     | -                                                                       | 75’                                                                     |
| 18-1-1997                                                               | Melbourne                                                               | Norvegia                                                                | 0 – 1                                                                   | Corea del Sud                                                           | Amichevole                                                              | -                                                                       |                                                                         |
| 22-1-1997                                                               | Brisbane                                                                | Norvegia                                                                | 3 – 0                                                                   | Nuova Zelanda                                                           | Amichevole                                                              | -                                                                       |                                                                         |
| 25-1-1997                                                               | Sydney                                                                  | Australia                                                               | 1 – 0                                                                   | Norvegia                                                                | Amichevole                                                              | -                                                                       |                                                                         |
| 29-3-1997                                                               | Dubai                                                                   | Emirati Arabi Uniti                                                     | 1 – 4                                                                   | Norvegia                                                                | Amichevole                                                              | 3                                                                       |                                                                         |
| 30-4-1997                                                               | Oslo                                                                    | Norvegia                                                                | 1 – 1                                                                   | Finlandia                                                               | Qual. Mondiali 1998                                                     | -                                                                       |                                                                         |
| 30-5-1997                                                               | Oslo                                                                    | Norvegia                                                                | 4 – 2                                                                   | Brasile                                                                 | Amichevole                                                              | 2                                                                       |                                                                         |
| 8-6-1997                                                                | Budapest                                                                | Ungheria                                                                | 1 – 1                                                                   | Norvegia                                                                | Qual. Mondiali 1998                                                     | -                                                                       | 81’                                                                     |
| 20-7-1997                                                               | Reykjavík                                                               | Islanda                                                                 | 1 – 0                                                                   | Norvegia                                                                | Amichevole                                                              | -                                                                       | 66’                                                                     |
| 20-8-1997                                                               | Helsinki                                                                | Finlandia                                                               | 0 – 4                                                                   | Norvegia                                                                | Qual. Mondiali 1998                                                     | 1                                                                       |                                                                         |
| 6-9-1997                                                                | Baku                                                                    | Azerbaigian                                                             | 0 – 1                                                                   | Norvegia                                                                | Qual. Mondiali 1998                                                     | 1                                                                       |                                                                         |
| 10-9-1997                                                               | Oslo                                                                    | Norvegia                                                                | 5 – 0                                                                   | Svizzera                                                                | Qual. Mondiali 1998                                                     | 1                                                                       |                                                                         |
| 8-10-1997                                                               | Oslo                                                                    | Norvegia                                                                | 0 – 0                                                                   | Colombia                                                                | Amichevole                                                              | -                                                                       |                                                                         |
| 25-2-1998                                                               | Marsiglia                                                               | Francia                                                                 | 3 – 3                                                                   | Norvegia                                                                | Amichevole                                                              | 1                                                                       |                                                                         |
| 25-3-1998                                                               | Bruxelles                                                               | Belgio                                                                  | 2 – 2                                                                   | Norvegia                                                                | Amichevole                                                              | -                                                                       |                                                                         |
| 22-4-1998                                                               | Copenaghen                                                              | Danimarca                                                               | 0 – 2                                                                   | Norvegia                                                                | Amichevole                                                              | 1                                                                       |                                                                         |
| 20-5-1998                                                               | Oslo                                                                    | Norvegia                                                                | 5 – 2                                                                   | Messico                                                                 | Amichevole                                                              | -                                                                       | 79’                                                                     |
| 27-5-1998                                                               | Molde                                                                   | Norvegia                                                                | 6 – 0                                                                   | Arabia Saudita                                                          | Amichevole                                                              | 1                                                                       |                                                                         |
| 10-6-1998                                                               | Montpellier                                                             | Marocco                                                                 | 2 – 2                                                                   | Norvegia                                                                | Mondiali 1998 - 1º turno                                                | -                                                                       |                                                                         |
| 16-6-1998                                                               | Bordeaux                                                                | Norvegia                                                                | 1 – 1                                                                   | Scozia                                                                  | Mondiali 1998 - 1º turno                                                | -                                                                       |                                                                         |
| 23-6-1998                                                               | Marsiglia                                                               | Norvegia                                                                | 2 – 1                                                                   | Brasile                                                                 | Mondiali 1998 - 1º turno                                                | 1                                                                       | 61’                                                                     |
| 27-6-1998                                                               | Marsiglia                                                               | Norvegia                                                                | 0 – 1                                                                   | Italia                                                                  | Mondiali 1998 - Ottavi di finale                                        | -                                                                       |                                                                         |
| 19-8-1998                                                               | Oslo                                                                    | Norvegia                                                                | 0 – 0                                                                   | Romania                                                                 | Amichevole                                                              | -                                                                       |                                                                         |
| 6-9-1998                                                                | Oslo                                                                    | Norvegia                                                                | 1 – 3                                                                   | Lettonia                                                                | Qual. Euro 2000                                                         | -                                                                       |                                                                         |
| 10-10-1998                                                              | Lubiana                                                                 | Slovenia                                                                | 1 – 2                                                                   | Norvegia                                                                | Qual. Euro 2000                                                         | 1                                                                       | 90’                                                                     |
| 14-10-1998                                                              | Oslo                                                                    | Norvegia                                                                | 2 – 2                                                                   | Albania                                                                 | Qual. Euro 2000                                                         | -                                                                       |                                                                         |
| 18-11-1998                                                              | Il Cairo                                                                | Egitto                                                                  | 1 – 1                                                                   | Norvegia                                                                | Amichevole                                                              | 1                                                                       | 90’                                                                     |
| 28-4-1999                                                               | Tbilisi                                                                 | Georgia                                                                 | 1 – 4                                                                   | Norvegia                                                                | Qual. Euro 2000                                                         | 2                                                                       | 87’                                                                     |
| 20-5-1999                                                               | Oslo                                                                    | Norvegia                                                                | 6 – 0                                                                   | Giamaica                                                                | Amichevole                                                              | 2                                                                       | 77’                                                                     |
| 30-5-1999                                                               | Oslo                                                                    | Norvegia                                                                | 1 – 0                                                                   | Georgia                                                                 | Qual. Euro 2000                                                         | -                                                                       |                                                                         |
| 5-6-1999                                                                | Tirana                                                                  | Albania                                                                 | 1 – 2                                                                   | Norvegia                                                                | Qual. Euro 2000                                                         | 1                                                                       |                                                                         |
| 18-8-1999                                                               | Oslo                                                                    | Norvegia                                                                | 1 – 0                                                                   | Lituania                                                                | Amichevole                                                              | -                                                                       |                                                                         |
| 4-9-1999                                                                | Oslo                                                                    | Norvegia                                                                | 1 – 0                                                                   | Grecia                                                                  | Qual. Euro 2000                                                         | -                                                                       |                                                                         |
| 8-9-1999                                                                | Oslo                                                                    | Norvegia                                                                | 4 – 0                                                                   | Slovenia                                                                | Qual. Euro 2000                                                         | -                                                                       | 87’                                                                     |
| 9-10-1999                                                               | Riga                                                                    | Lettonia                                                                | 1 – 2                                                                   | Norvegia                                                                | Qual. Euro 2000                                                         | 1                                                                       |                                                                         |
| 14-11-1999                                                              | Oslo                                                                    | Norvegia                                                                | 0 – 1                                                                   | Germania                                                                | Amichevole                                                              | -                                                                       |                                                                         |
| 23-2-2000                                                               | Istanbul                                                                | Turchia                                                                 | 0 – 2                                                                   | Norvegia                                                                | Amichevole                                                              | -                                                                       |                                                                         |
| 29-3-2000                                                               | Lugano                                                                  | Svizzera                                                                | 2 – 2                                                                   | Norvegia                                                                | Amichevole                                                              | -                                                                       |                                                                         |
| 26-4-2000                                                               | Oslo                                                                    | Norvegia                                                                | 0 – 2                                                                   | Belgio                                                                  | Amichevole                                                              | -                                                                       | 46’                                                                     |
| 27-5-2000                                                               | Oslo                                                                    | Norvegia                                                                | 2 – 0                                                                   | Slovacchia                                                              | Amichevole                                                              | -                                                                       |                                                                         |
| 3-6-2000                                                                | Oslo                                                                    | Norvegia                                                                | 1 – 0                                                                   | Italia                                                                  | Amichevole                                                              | -                                                                       | 79’                                                                     |
| 13-6-2000                                                               | Rotterdam                                                               | Spagna                                                                  | 0 – 1                                                                   | Norvegia                                                                | Euro 2000 - 1º turno                                                    | -                                                                       | 71’                                                                     |
| 18-6-2000                                                               | Liegi                                                                   | Jugoslavia                                                              | 1 – 0                                                                   | Norvegia                                                                | Euro 2000 - 1º turno                                                    | -                                                                       |                                                                         |
| 21-6-2000                                                               | Arnhem                                                                  | Slovenia                                                                | 0 – 0                                                                   | Norvegia                                                                | Euro 2000 - 1º turno                                                    | -                                                                       |                                                                         |
| 2-9-2000                                                                | Oslo                                                                    | Norvegia                                                                | 0 – 0                                                                   | Armenia                                                                 | Qual. Mondiali 2002                                                     | -                                                                       | 87’                                                                     |
| 7-10-2000                                                               | Cardiff                                                                 | Galles                                                                  | 1 – 1                                                                   | Norvegia                                                                | Qual. Mondiali 2002                                                     | -                                                                       | 60’                                                                     |
| 11-10-2000                                                              | Oslo                                                                    | Norvegia                                                                | 0 – 1                                                                   | Ucraina                                                                 | Qual. Mondiali 2002                                                     | -                                                                       | 55’                                                                     |
| 24-3-2001                                                               | Oslo                                                                    | Norvegia                                                                | 2 – 3                                                                   | Polonia                                                                 | Qual. Mondiali 2002                                                     | -                                                                       | 85’                                                                     |
| 28-3-2001                                                               | Minsk                                                                   | Bielorussia                                                             | 2 – 1                                                                   | Norvegia                                                                | Qual. Mondiali 2002                                                     | -                                                                       | 46’                                                                     |
| 25-4-2001                                                               | Oslo                                                                    | Norvegia                                                                | 2 – 1                                                                   | Bulgaria                                                                | Amichevole                                                              | -                                                                       | 46’                                                                     |
| 15-8-2001                                                               | Oslo                                                                    | Norvegia                                                                | 1 – 1                                                                   | Turchia                                                                 | Amichevole                                                              | -                                                                       | 46’                                                                     |
| 6-10-2001                                                               | Erevan                                                                  | Armenia                                                                 | 1 – 4                                                                   | Norvegia                                                                | Qual. Mondiali 2002                                                     | -                                                                       | 90’                                                                     |
| 13-2-2002                                                               | Bruxelles                                                               | Belgio                                                                  | 1 – 0                                                                   | Norvegia                                                                | Amichevole                                                              | -                                                                       | 66’                                                                     |
| 27-3-2002                                                               | Tunisi                                                                  | Tunisia                                                                 | 0 – 0                                                                   | Norvegia                                                                | Amichevole                                                              | -                                                                       | 22’                                                                     |
| 17-4-2002                                                               | Oslo                                                                    | Norvegia                                                                | 0 – 0                                                                   | Svezia                                                                  | Amichevole                                                              | -                                                                       | 67’                                                                     |
| 20-11-2002                                                              | Vienna                                                                  | Austria                                                                 | 0 – 1                                                                   | Norvegia                                                                | Amichevole                                                              | -                                                                       | 46’                                                                     |
| 2-4-2003                                                                | Lussemburgo                                                             | Lussemburgo                                                             | 0 – 2                                                                   | Norvegia                                                                | Qual. Euro 2004                                                         | -                                                                       | 46’                                                                     |
| 30-4-2003                                                               | Dublino                                                                 | Irlanda                                                                 | 1 – 0                                                                   | Norvegia                                                                | Amichevole                                                              | -                                                                       | 46’                                                                     |
| 22-5-2003                                                               | Oslo                                                                    | Norvegia                                                                | 2 – 0                                                                   | Finlandia                                                               | Amichevole                                                              | 1                                                                       |                                                                         |
| 7-6-2003                                                                | Copenaghen                                                              | Danimarca                                                               | 1 – 0                                                                   | Norvegia                                                                | Qual. Euro 2004                                                         | -                                                                       | 62’                                                                     |
| 11-6-2003                                                               | Oslo                                                                    | Norvegia                                                                | 1 – 1                                                                   | Romania                                                                 | Qual. Euro 2004                                                         | -                                                                       | 69’                                                                     |
| 6-9-2003                                                                | Zenica                                                                  | Bosnia ed Erzegovina                                                    | 1 – 0                                                                   | Norvegia                                                                | Qual. Euro 2004                                                         | -                                                                       | 73’                                                                     |
| 10-9-2003                                                               | Oslo                                                                    | Norvegia                                                                | 0 – 1                                                                   | Portogallo                                                              | Amichevole                                                              | -                                                                       | 36’                                                                     |
| 11-10-2003                                                              | Oslo                                                                    | Norvegia                                                                | 1 – 0                                                                   | Lussemburgo                                                             | Qual. Euro 2004                                                         | 1                                                                       | 85’                                                                     |
| 15-11-2003                                                              | Valencia                                                                | Spagna                                                                  | 2 – 1                                                                   | Norvegia                                                                | Qual. Euro 2004                                                         | -                                                                       |                                                                         |
| 19-11-2003                                                              | Oslo                                                                    | Norvegia                                                                | 0 – 3                                                                   | Spagna                                                                  | Qual. Euro 2004                                                         | -                                                                       |                                                                         |
| 31-3-2004                                                               | Belgrado                                                                | Serbia e Montenegro                                                     | 0 – 1                                                                   | Norvegia                                                                | Amichevole                                                              | -                                                                       | 46’                                                                     |
| 27-5-2004                                                               | Oslo                                                                    | Norvegia                                                                | 0 – 0                                                                   | Galles                                                                  | Amichevole                                                              | -                                                                       | 61’                                                                     |
| 18-8-2004                                                               | Oslo                                                                    | Norvegia                                                                | 2 – 2                                                                   | Belgio                                                                  | Amichevole                                                              | -                                                                       | 60’                                                                     |
| Totale                                                                  |                                                                         | Presenze                                                                | 76                                                                      |                                                                         | Reti (7º posto)                                                         | 23                                                                      |                                                                         |

## Palmarès

### Club

#### Competizioni nazionali
- Coppa di Lega inglese: 1

Chelsea: 1997-1998
- Coppa d'Inghilterra: 1

Chelsea: 1999-2000
- Charity Shield: 1

Chelsea: 2000
- Coppa di Scozia: 1

Rangers: 2001-2002
- Campionato norvegese: 1

Vålerenga: 2005

#### Competizioni internazionali
- Coppa delle Coppe: 1

Chelsea: 1997-1998
- Supercoppa UEFA: 1

Chelsea: 1998

### Individuale
- Giocatore norvegese dell'anno: 1

1998
- Gullklokka

1998